# Nornik luzytański
Nornik luzytański (Microtus lusitanicus) – gatunek ssaka z podrodziny  karczowników (Arvicolinae) w obrębie rodziny chomikowatych (Cricetidae), występujący w Europie Zachodniej.

## Zasięg występowania
Nornik luzytański występuje w zachodniej Europie zamieszkując w zależności od podgatunku:
- M. lusitanicus lusitanicus – regiony Portugalii i Hiszpaniiznajdujące się pod wpływem klimatu śródziemnomorskiego.
- M. lusitanicus mariae – północne wilgotne części obszaru występowania w południowo-zachodniej Francji i północnej Hiszpanii.

## Taksonomia
Gatunek po raz pierwszy zgodnie z zasadami nazewnictwa binominalnego opisał w 1879 roku francuski ornitolog Zéphirin Gerbe nadając mu nazwę Arvicola (Microtus) lusitanicus. Holotyp pochodził z Portugalii. 
M. lusitanicus należy do podrodzaju Terricola i grupy gatunkowej duodecimcostatus. Tworzy grupę siostrzaną z M. duodecimcostatus. Obydwa gatunki nie są w pełni izolowane reprodukcyjnie; badania molekularne pozwoliły odnaleźć historyczną introgresję mtDNA z M. duodecimcostatus do M. lusitanicus, a także zidentyfikowały niedawne mieszańce. Na podstawie wielkości, koloru i stopnia proodoncji rozpoznano do siedmiu podgatunków, ale te cechy są obecnie uważane za kliniczne. Autorzy Illustrated Checklist of the Mammals of the World rozpoznają dwa podgatunki.

### Etymologia
- Microtus: gr. μικρος mikros „mały”; ους ous, ωτος ōtos „ucho”[11].
- lusitanicus: łac. Lusitanus „luzytański, portugalski”, od Lusitania „zachodnia Iberia, Portugalia”[12].
- mariae: etymologia niejasna, Forsyth Major nie wyjaśnił znaczenia nazwy gatunkowej[3]; być może jakiś kobiecy eponim.

## Morfologia
Długość ciała (bez ogona) 80–94 mm, długość ogona 23–31 mm; masa ciała 14–23 g. 

## Ekologia
Jest on spotykany od poziomu morza do 2050 m n.p.m. W osadach jaskiniowych o wieku górnopaleolityczno–neolitycznym w środkowej Portugalii występują szczątki tych gryzoni i pokrewnych norników śródziemnomorskich, które zniknęły z tych terenów.
Nornik luzytański występuje na różnorodnych terenach: w naturze zamieszkuje brzegi małych cieków wodnych, lasy kasztanowe i dąbrowy. Występuje także na obszarach przekształconych przez ludzką działalność: na polach, pastwiskach, polach ryżowych i w sadach. Kopie nory w miękkiej, wilgotnej glebie z gęstym poszyciem roślinnym. Średnia liczebność młodych w miocie to 2,2. Gryzoń ten jest dobrym pływakiem, co pomaga mu rozprzestrzeniać się w terenach górskich, przeciętych licznymi strumieniami.

## Populacja
Zasięg występowania nornika luzytańskiego jest dość duży, trend zmian jego liczebności nie jest znany, ale uznawany za stabilny; nie występują cykliczne fluktuacje liczebności. Zagęszczenie populacji w sadach sięga 100–200 osobników na hektar, rekordowo nawet ponad 300. Jest on uznawany za szkodnika; jego tępienie może prowadzić do lokalnych spadków populacji. Nie są znane poważne zagrożenia dla tego gatunku. Międzynarodowa Unia Ochrony Przyrody uznaje nornika luzytańskiego za gatunek najmniejszej troski.